# Обсада на Никомедия
Обсадата на Никомедия се провежда от 1333 до 1337 година между Византия и Османската империя.

## Предистория
От 1299 година новосъздадената тюркска държава на османците бавно, но сигурно завладява територии на Византийската империя. Падането на Никея става началото на серия от османски експанзии, които водят до окончателното разпадане на Византийската империя.

## Обсадата
След загубата при Никея през 1331 година падането на Никомедия е само въпрос на време. Византийският император прави опит да подкупи османския предводител Орхан, но през 1337 година Никомедия е атакувана и пада под османска власт. Византийската империя не успява да се възстанови след това поражение; последната анатолийска крепост на Византия пада.

## Последствия
След падането на Никомедия, положението на Византийската империя остава неудържимо. За разлика от Византийската империя през 1096 година, тя вече притежава много малко земи, с изключение на няколко градове на Пелопонес. Със своите сръбски и унгарски съседи пристискащи я от запад и османците, превземащи източните дялове, двуглавият орел на Константинопол сега съзря опасността и от двете посоки.